# Canton de Bordeaux-8
Le canton de Bordeaux-8 est une ancienne division administrative française située dans le département de la Gironde, en région Aquitaine.

## Géographie

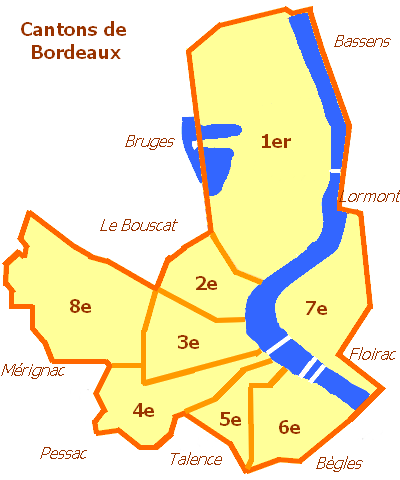
Les huit cantons de Bordeaux entre 1973 et début 2015.

Le canton de Bordeaux-8, le plus occidental de la commune de Bordeaux, était organisé dans l'arrondissement de Bordeaux. Son altitude varie de 1 m à 42 m pour une altitude moyenne de 6 m.

## Histoire
Ce canton est créé en 1973 (décret du 13 juillet 1973) (réf. Atlas historique des circonscriptions électorales françaises).

## Administration
| Période | Période | Identité         | Étiquette     | Qualité                                                                                                  |
| ------- | ------- | ---------------- | ------------- | --- |
| 1973    | 1985    | William Lacoste  | UDR, puis RPR | Ancien officier de marine Adjoint au maire de Bordeaux Ancien conseiller général du Canton de Bordeaux-2 |
| 1985    | 1998    | Jacques Matharan | RPR           | Cadre administratif Adjoint au maire de Bordeaux                                                         |
| 1998    | 2015    | Pierre Lothaire  | RPR puis UMP  | Commerçant Adjoint au maire de Bordeaux                                                                  |

## Composition
Le canton de Bordeaux-8 se composait uniquement d'une partie de la commune de Bordeaux et compte 40 383 habitants (population municipale) au 1er janvier 2012.
| Communes | Population (2012) | Code postal | Code Insee |
| -------- | ----------------- | ----------- | ---------- |
| Bordeaux | 40 383 (1)        | 33200       | 33063      |

(1) fraction de commune
Le canton de Bordeaux-8 était délimité par l'axe des voies ci-après : avenue d'Arès (à partir de la limite de la commune de Mérignac), boulevard du Président Wilson (jusqu'à la limite de la commune du Bouscat).

## Démographie
| 1975 | 1982 | 1990   | 1999   | 2006   | 2011   | 2012   |
| ---- | ---- | ------ | ------ | ------ | ------ | ------ |
| -    | -    | 36 893 | 38 948 | 39 937 | 39 972 | 40 383 |